# .sl
.sl — в Інтернеті, національний домен верхнього рівня (ccTLD) для Сьєрра-Леоне.

## Домени 2-го та 3-го рівнів
В цьому національному домені нараховується близько 249,000 вебсторінок (станом на листопад 2009 року).
У наш час використовуються та приймають реєстрації доменів 3-го рівня такі доменні суфікси (відповідно, існують такі домени 2-го рівня):
| Суфікс  | Регламентовані користувачі      |
| .com.sl | Комерційні установи, корпорації |